# بن أحادي الزهرة
بن أحادي الزهرة (الاسم العلمي:Coffea uniflora) هو نوع غير مؤكد من النباتات يتبع جنس البن من الفصيلة الفوية.